# Temsirolimus
Temsirolimus – syntetyczny organiczny związek chemiczny, selektywny inhibitor kinazy mTOR, analog sirolimusu, który jest stosowany jako lek onkologiczny.

## Wskazania
Temsirolimus jest lekiem pierwszego rzutu w leczeniu pacjentów z zaawansowanym rakiem nerkowokomórkowym, u których występują co najmniej trzy z sześciu prognostycznych czynników ryzyka:
- upłynęło mniej niż 1 rok od rozpoznania
- sprawność w skali Karnofsky’ego 60 lub 70
- stężenie hemoglobiny poniżej dolnej granicy normy
- skorygowane stężenie wapnia >10 mg/dl
- aktywność dehydrogenazy mleczanowej przekraczająca >5 razy górną granicę normy
- więcej niż 1 narząd objęty przerzutami[3]

Ten lek jest też stosowany w leczeniu dorosłych pacjentów z nawracającym i (lub) opornym chłoniakiem z komórek płaszcza.
Ze względu na niską liczbę pacjentów z rakiem nerkowokomórkowym i chłoniakiem z komórek płaszcza, choroby te uważa się za rzadkie; w związku z tym w dniach 6 kwietnia 2006 r. (w przypadku raka nerkowokomórkowego) i 6 listopada 2006 r. (w przypadku chłoniaka z komórek płaszcza) preparat Torisel uznano za lek sierocy (lek stosowany w rzadkich chorobach).

## Mechanizm działania
Temsirolimus wiąże wewnątrzkomórkowe białko (FKBP-12), zaś powstały w ten sposób kompleks wiąże i hamuje aktywność kinazy mTOR, kontrolującej podział komórek. In vitro, przy wysokim stężeniu (10–20 μM) i nieobecności FKBP-12 temsirolimus może wiązać i hamować mTOR. Zaobserwowano dwufazową odpowiedź na dawkę hamowania wzrostu komórek. Wysokie stężenie powoduje całkowite zahamowanie wzrostu komórek in vitro, podczas gdy hamowanie za pośrednictwem kompleksu FKBP-12/temsirolimus powoduje ograniczenie rozrostu komórek o ok. 50%. Hamowanie aktywności mTOR powoduje zahamowanie wzrostu komórek nowotworowych w fazie G1 przy stężeniu nanomolarnym oraz zatrzymanie wzrostu przy stężeniu mikromolarnym, wynikające z selektywnego przerwania procesu translacji białek regulujących cykl komórkowy takich, jak cykliny typu D, c-myc i dekarboksylaza ornitynowa. Zahamowanie aktywności mTOR w kompleksie blokuje jej zdolność fosforylowania, a przez to kontrolowania aktywności czynników translacji białek (4E-BP1 i S6K, oba poniżej mTOR w kaskadzie P13 kinazy/AKT), które kontrolują podział komórek. Oprócz regulowania cyklu komórkowego białek, kinaza mTOR może regulować translację czynników indukowanych hipoksją HIF-1 i HIF-2 alfa. Są to czynniki transkrypcyjne regulujące zdolność nowotworów do adaptacji do mikrośrodowisk hipoksyjnych oraz produkcji czynnika odpowiedzialnego za angiogenezę – naczyniowego śródbłonkowego czynnika wzrostu (VEGF). Przeciwnowotworowe działanie temsirolimusu może więc w części wynikać również z jego zdolności obniżania poziomów HIF i VEGF w nowotworze lub jego mikrośrodowisku, co hamuje rozwój naczyń krwionośnych.

## Metabolizm
Jako główny metabolit po podaniu dożylnym u ludzi obserwowano syrolimus, mający równie silne działanie co temsirolimus. W badaniach metabolizmu temsirolimusu in vitro obserwowano powstawanie syrolimusu, seco-temsirolimusu i seco-syrolimusu; dodatkowymi drogami metabolizmu były hydroksylowanie, redukcja i demetylowanie.

## Częste i bardzo częstedziałania niepożądane
Najcięższe działania niepożądane związane ze stosowaniem produktu to reakcje nadwrażliwości/reakcje w trakcie wlewu (w tym reakcje zagrażające życiu i rzadkie reakcje prowadzące do zgonu), hiperglikemia/nietolerancja glukozy, zakażenia, śródmiąższowe choroby płuc (zapalenie płuc), hiperlipidemia, krwawienie wewnątrzczaszkowe, niewydolność nerek, perforacja jelit, powikłania w gojeniu ran.
Najczęstsze (≥30%) działania niepożądane (wszystkie stopnie) związane ze stosowaniem produktu: niedokrwistość, nudności, wysypkę (w tym wysypkę, wysypkę świądową, wysypkę plamisto-grudkową, wysypkę krostkową), jadłowstręt, obrzęk (w tym obrzęk, obrzęk twarzy i obrzęki obwodowe) oraz osłabienie.
Zaobserwowano przypadki zaćmy u niektórych pacjentów otrzymujących równocześnie temsirolimus i interferon-α.
Wyniki badania 3 fazy sugerują, że może istnieć większe prawdopodobieństwo wystąpienia pewnych działań niepożądanych, w tym obrzęku twarzy i zapalenia płuc, u pacjentów w podeszłym wieku.